# Квінтон Джексон
Куі́нтон Рамо́ун Дже́ксон (англ. Quinton Ramone Jackson; нар. 20 червня 1978), на прізвисько «Лютий» (англ. «Rampage») — американський спортсмен, боєць змішаного стилю і кіноактор. Чемпіон світу зі змішаних бойових мистецтв у напівважкій ваговій категорії за версією UFC (2007 – 2008 роки). Призер Гран-прі PRIDE у середній ваговій категорії (2003 рік).
В межах UFC виступи Джексона відзначались такими преміями:
- «Бій вечора» (3 рази)
- «Нокаут вечора» (2 рази)

У 2007 році журнал «Wrestling Observer Newsletter» визнав Куінтона Джексона бійцем року.

## Фільмографія
Фільми за участі Куінтона Джексона:
- Команда А (The A-Team) (2010) — сержант Боско Баракус
- серіал Шоу Клівленда (The Cleveland Show) (2010) — Кунта Кінте 9000
- реаліті-шоу Абсолютний боєць. Важковаговики (The Ultimate Fighter: Heavyweights) (2009) — головний тренер
- Двобій легенд (Duel of Legends) (2009) — в ролі себе
- Пекельний ланцюг (Hell's Chain) (2009) — в ролі себе
- Ніколи не здавайся (Never Surrender) (2009) — в ролі себе
- Міс березень (Miss March) (2009) — в ролі себе
- Смертельний воїн (Death Warrior) (2008) — в ролі себе
- Північний експрес (The Midnight Meat Train) (2008) — янгол-охоронець
- реаліті-шоу Абсолютний боєць. Команда Лютого проти команди Форреста (The Ultimate Fighter: Team Rampage vs. Team Forrest) (2008) — головний тренер
- Погані хлопці (Bad Guys) (2008) — Лерой Джонсон
- документальний серіал Спорт як наука (Sports Science) (2007) — в ролі себе
- серіал Король Квінса (The King of Queens) (2007) — водій
- Зізнання вуличного бійця (Confessions of a Pit Fighter) (2005) — боєць

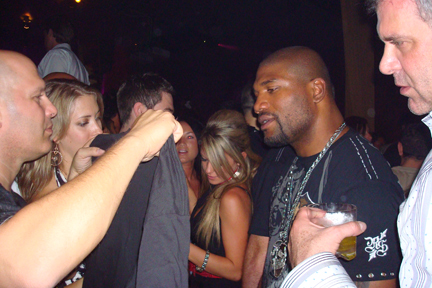
Куінтон Джексон спілкується зі своїми шанувальниками. Лас-Вегас, 2010 рік.

## Статистика в змішаних бойових мистецтвах
| Результат | Противник         | Спосіб                                   | Раунд | Час  | Дата              | Місце                           | Подія                                                       | Примітки                                                                              |
| --------- | ----------------- | ---------------------------------------- | ----- | ---- | ----------------- | ------------------------------- | ----------------------------------------------------------- | ------------------------------------------------------------------------------------- |
| Перемога  | Крістіан М'Пумбу  | Нокаут (удари кулаками)                  | 1     | 4:34 | 28 лютого 2014    | Анкасвіль, Коннектикут, США     | «Bellator 110»                                              |                                                                                       |
| Перемога  | Хосе Бельтран     | Технічний нокаут (удари кулаками)        | 1     | 4:59 | 15 листопада 2013 | Атлантик-Сіті, Нью-Джерсі, США  | «Bellator 108»                                              |                                                                                       |
| Поразка   | Гловер Тейшейра   | Рішення суддів (одностайне)              | 3     | 5:00 | 26 січня 2013     | Чикаго, Іллінойс, США           | «UFC on Fox 6»                                              |                                                                                       |
| Поразка   | Раян Бейдер       | Рішення суддів (одностайне)              | 3     | 5:00 | 26 лютого 2012    | Сайтама, Сайтама, Японія        | «UFC 144»                                                   |                                                                                       |
| Поразка   | Джон Джонс        | Підкорення (удушення руками)             | 4     | 1:14 | 24 вересня 2011   | Денвер, Колорадо, США           | «UFC 135»                                                   | Бій за титул чемпіона в напівважкій ваговій категорії. Виграв премію «Бій вечора».    |
| Перемога  | Метт Хемілл       | Рішення суддів (одностайне)              | 3     | 5:00 | 28 травня 2011    | Лас-Вегас, Невада, США          | «UFC 130»                                                   |                                                                                       |
| Перемога  | Ліото Мачіда      | Рішення суддів (роздільне)               | 3     | 5:00 | 20 листопада 2010 | Оберн-Гіллс, Мічиган, США       | «UFC 123»                                                   |                                                                                       |
| Поразка   | Рашад Еванс       | Рішення суддів (одностайне)              | 3     | 5:00 | 29 травня 2010    | Лас-Вегас, Невада, США          | «UFC 114»                                                   |                                                                                       |
| Перемога  | Кіт Джардін       | Рішення суддів (одностайне)              | 3     | 5:00 | 7 березня 2009    | Колумбус, Огайо, США            | «UFC 96»                                                    | Виграв премію «Бій вечора».                                                           |
| Перемога  | Вандерлей Сілва   | Нокаут (удар кулаком)                    | 1     | 3:21 | 27 грудня 2008    | Лас-Вегас, Невада, США          | «UFC 92»                                                    | Виграв премію «Нокаут вечора».                                                        |
| Поразка   | Форрест Ґріффін   | Рішення суддів (одностайне)              | 5     | 5:00 | 5 липня 2008      | Лас-Вегас, Невада, США          | «UFC 86»                                                    | Втратив титул чемпіона у напівважкій ваговій категорії. Виграв премію «Бій вечора».   |
| Перемога  | Ден Хендерсон     | Рішення суддів (одностайне)              | 5     | 5:00 | 8 вересня 2007    | Лондон, Англія, ВБ              | «UFC 75»                                                    | Захистив титул чемпіона у напівважкій ваговій категорії.                              |
| Перемога  | Чак Лідделл       | Технічний нокаут (удари кулаками)        | 1     | 1:53 | 26 травня 2007    | Лас-Вегас, Невада, США          | «UFC 71»                                                    | Виграв титул чемпіона у напівважкій ваговій категорії. Виграв премію «Нокаут вечора». |
| Перемога  | Марвін Істмен     | Нокаут (удари кулаками)                  | 2     | 3:49 | 3 лютого 2007     | Лас-Вегас, Невада, США          | «UFC 67»                                                    |                                                                                       |
| Перемога  | Метт Ліндленд     | Рішення суддів (роздільне)               | 3     | 5:00 | 22 липня 2006     | Лос-Анджелес, Каліфорнія, США   | «WFA: King of the Streets»                                  |                                                                                       |
| Перемога  | Донг-Сік Юн       | Рішення суддів (одностайне)              | 3     | 5:00 | 26 лютого 2006    | Сайтама, Японія                 | «Pride 31»                                                  |                                                                                       |
| Перемога  | Хіротака Йокоі    | Технічний нокаут (удари руками і ногами) | 1     | 4:05 | 23 жовтня 2005    | Сайтама, Японія                 | «Pride 30»                                                  |                                                                                       |
| Поразка   | Маурісіу Руа      | Технічний нокаут (удари ногами)          | 1     | 4:47 | 23 квітня 2005    | Осака, Японія                   | «Pride Total Elimination 2005» Гран-прі PRIDE (чвертьфінал) |                                                                                       |
| Перемога  | Мурілу Руа        | Рішення суддів (роздільне)               | 3     | 5:00 | 20 лютого 2005    | Сайтама, Японія                 | «Pride 29»                                                  |                                                                                       |
| Поразка   | Вандерлей Сілва   | Нокаут (удари коліньми)                  | 2     | 3:26 | 31 жовтня 2004    | Сайтама, Японія                 | «Pride 28»                                                  | Бій за титул чемпіона у середній ваговій категорії.                                   |
| Перемога  | Рікарду Арона     | Нокаут (кидок)                           | 1     | 7:32 | 20 червня 2004    | Сайтама, Японія                 | «Pride Critical Countdown 2004»                             |                                                                                       |
| Перемога  | Ікухіса Мінова    | Технічний нокаут (удар коліном)          | 2     | 1:05 | 31 грудня 2003    | Сайтама, Японія                 | «Pride Shockwave 2003»                                      |                                                                                       |
| Поразка   | Вандерлей Сілва   | Технічний нокаут (удари коліньми)        | 1     | 6:28 | 9 листопада 2003  | Токіо, Японія                   | «Pride Final Conflict 2003» Гран-прі PRIDE (фінал)          |                                                                                       |
| Перемога  | Чак Лідделл       | Технічний нокаут (рішення кутового)      | 2     | 3:10 | 9 листопада 2003  | Токіо, Японія                   | «Pride Final Conflict 2003» Гран-прі PRIDE (півфінал)       |                                                                                       |
| Перемога  | Мурілу Бустаманті | Рішення суддів (роздільне)               | 3     | 5:00 | 10 серпня 2003    | Сайтама, Японія                 | «Pride Total Elimination 2003» Гран-прі PRIDE (чвертьфінал) |                                                                                       |
| Перемога  | Михаїл Ілюхін     | Підкорення (удари коліньми)              | 1     | 6:26 | 8 червня 2003     | Йокогама, Японія                | «Pride 26»                                                  |                                                                                       |
| Перемога  | Кевін Рендлмен    | Технічний нокаут (удари кулаками)        | 1     | 6:58 | 16 березня 2003   | Йокогама, Японія                | «Pride 25»                                                  |                                                                                       |
| Перемога  | Ігор Вовчанчин    | Підкорення (травма)                      | 1     | 7:17 | 29 вересня 2002   | Наґоя, Японія                   | «Pride 22»                                                  |                                                                                       |
| Перемога  | Шон Грей          | Технічний нокаут (удари кулаками)        | 3     | 0:37 | 17 травня 2002    | Ріно, Невада, США               | «King of the Cage 13»                                       |                                                                                       |
| Перемога  | Масаакі Сатаке    | Технічний нокаут (кидок)                 | 1     | 7:07 | 28 квітня 2002    | Йокогама, Японія                | «Pride 20»                                                  |                                                                                       |
| Поразка   | Дайдзіро Мацуі    | Дискваліфікація (заборонений удар)       | 1     | 0:14 | 23 грудня 2001    | Фукуока, Японія                 | «Pride 18»                                                  |                                                                                       |
| Перемога  | Юкі Ісікава       | Нокаут (удари кулаками)                  | 1     | 1:52 | 3 листопада 2001  | Токіо, Японія                   | «Pride 17»                                                  |                                                                                       |
| Перемога  | Александер Оцука  | Технічний нокаут (рішення лікаря)        | 2     | 5:00 | 14 жовтня 2001    | Токіо, Японія                   | «BattlArts: BattlArts vs. the World»                        |                                                                                       |
| Поразка   | Кадзусі Сакураба  | Підкорення (удушення руками)             | 1     | 5:41 | 29 липня 2001     | Сайтама, Японія                 | «Pride 15»                                                  |                                                                                       |
| Перемога  | Кеннет Вільямс    | Підкорення (удушення руками)             | 1     | 4:40 | 17 липня 2001     | Колуза, Каліфорнія, США         | «Gladiator Challenge 4»                                     |                                                                                       |
| Перемога  | Брайсон Хобрік    | Підкорення (удари кулаками)              | 1     | 1:48 | 29 квітня 2001    | Вільямс, Каліфорнія, США        | «King of the Cage 8»                                        |                                                                                       |
| Перемога  | Роко Хендерсон    | Підкорення (больовий прийом на руку)     | 2     | 1:10 | 7 квітня 2001     | Фріант, Каліфорнія, США         | «Gladiator Challenge 3»                                     |                                                                                       |
| Перемога  | Дейв Тейлор       | Технічний нокаут (рішення кутового)      | 1     | 5:00 | 18 лютого 2001    | Колуза, Каліфорнія, США         | «Gladiator Challenge 2»                                     |                                                                                       |
| Перемога  | Чарльз Уест       | Рішення суддів (одностайне)              | 3     | 5:00 | 9 грудня 2000     | Сан-Хасінто, Каліфорнія, США    | «Gladiator Challenge 1»                                     |                                                                                       |
| Перемога  | Роб Сміт          | Рішення суддів (одностайне)              | 3     | 5:00 | 29 листопада 2000 | Маунт-Плезант, Мічиган, США     | «King of the Cage 6»                                        |                                                                                       |
| Перемога  | Воррен Оуслі      | Підкорення (больовий прийом на руку)     | 1     | 6:04 | 29 листопада 2000 | Лінчберг, Вірджинія, США        | «Dangerzone: Night of the Beast»                            |                                                                                       |
| Перемога  | Рон Рампф         | Технічний нокаут (удари кулаками)        | 1     | 1:18 | 19 липня 2000     | Корінт, Міссісіпі, США          | «Continental Freefighting Alliance 2»                       |                                                                                       |
| Поразка   | Марвін Істмен     | Рішення суддів (одностайне)              | 2     | 5:00 | 24 червня 2000    | Сан-Хасінто, Каліфорнія, США    | «King of the Cage 4»                                        |                                                                                       |
| Перемога  | Марко Бермудас    | Підкорення (удушення руками)             | 2     | 7:17 | 13 травня 2000    | Хантінгтон-Біч, Каліфорнія, США | «Huntington Beach Underground Pancrase»                     |                                                                                       |
| Перемога  | Майк Пайл         | Рішення суддів (одностайне)              | 3     | 5:00 | 13 листопада 1999 | Мемфіс, Теннессі, США           | «ISCF: Memphis»                                             |                                                                                       |

## Статистика в кікбоксингу
| Перемога | Сіріл Абіді | Рішення суддів (одностайне) | 3 | 3:00 | 31 грудня 2002 | Сайтама, Японія | «Inoki Bom-Ba-Ye 2002»      |
| Перемога | Сіріл Абіді | Нокаут (удар кулаком)       | 1 | 1:55 | 14 липня 2002  | Фукуока, Японія | «K-1 World Grand Prix 2002» |